# Râul Stariște
Râul Stariște sau Râul Starici este un curs de apă, afluent al Dunării. 